# 阿拉伯人大流散
阿拉伯人大流散指阿拉伯移民及其後代自願從故土遷徙或為了逃難而被迫遷往非阿拉伯國家，主要是西方國家、部分亞洲、拉丁美洲、加勒比海國家以及西非，特別是象牙海岸（有十萬黎巴嫩裔）、塞內加爾（約二萬名黎巴嫩裔）、塞拉利昂（約六千名黎巴嫩裔；1991年內戰爆發前有三萬人）以及賴比瑞亞。塞拉利昂的內戰於2002年結束，黎巴嫩商人重返此地居住。

## 相关历史事件
- 海上丝绸之路
- 蒙古第三次西征
- 收復失地運動
- 新航路开辟
- 三角贸易
- 正统哈里发时期
- 第一次世界大战
- 第二次世界大戰
- 以巴冲突
- 黎巴嫩内战
- 伊拉克战争
- 敘利亞戰爭